# Amfisa
Amfisa  (grčki: Άμφισσα) je glavni grad prefekture Fokide u Grčkoj. Grad je bio poznat i po svom srednjovjekovnom imenu Salona (grčki: Σάλωνα ). Amfisa leži na sjeveru Krizijske kotline, između dvije planine; Giona sa zapada i Parnasa s istoka. 
Amfisa je smještena južno od grada Lamije, sjeverozapadno od gradova; Livadeje i Delfija, 13 km sjeverno od luke Iteje, te 30 km sjeverno od Desfine. Grad je povezan s dvije magistralne ceste; GR-27 i GR-48 s ostalim grčkim gradovima. 

## Porijeklo imena
Vjeruje se da ime grada potječe od starogrčke riječi αμφιέννυμι (amfienimi), a što slobodno prevedeno znači  okruženje, okolica , jer je okružen planinama Giona i Parnas. 
Po priči iz grčke mitologije grad je dobio ime po Amfisi,  kćeri Makara (sina boga Eola, i ljubavnici boga Apolona. 

## Povijest

### Za antičkih vremena
Amfisa je naseljena još za vremena antičkih vremena i bila je središnji grad regije Lokrija naseljene starim grčkim plemenom Lokrani. Po antičkim napisima Amfisa je bila najveći lokrijski grad, lijepo izgrađen, udaljen stodvadeset stadija od Delfija. I Pauzanija u svom dijelu Opis Grčke piše o Amfisi, navodi da grad ima akropolu s brončanim kipom koju su donijeli iz Troje. 
Negdje pri kraju 8. st. pr. Kr. Amfisa se organizira kao grad država - polis, od 7. st. pr. Kr. počinje prosperitetno razdoblje grada, i traje puna tri stoljeća. Pojedini dijelovi zidina stare akropole potječu iz tog doba (7. – 6. st. pr. Kr.).
653. pr. Kr. dio stanovnika Amfise odselio se u Južnu Italiju i osnovao grad Lokranski Epizefirij. 
Nakon grčkog poraza poslije Bitke kod Termopila Perzijanci su okupirali Fokidu, zbog toga su mnogi stanovnici Fokide potražili su utočište u dobro utvrđenoj i neosvojenoj akropoli Amfise.  
Za vrijeme Peloponeskih ratova, Amfisa se svrstala na stranu Sparte potičući i ostale susjedne gradove na isto savezništvo. Vlast u polisu Amfisa bila je slično ustanovljena poput one iz Sparte - oligarhijska. Za vrijeme Periklove demokratske vladavine u Ateni, i u Amfisi je bilo nekoliko neuspjelih pokušaja uspostave slične demokratske vlasti. 
Od 395. pr. Kr. počinju sukobi Amfižana sa susjednim polisima iz Fokide. Počeli su naizgled bezazleno; Amfisa je započela prikupljati porez na teritorijima koji su bili predmet sporenja između Lokrana i Fokiđana. Uz Amfisu su se kao saveznici našli svi Lokrani i Tebanci, a Fokiđani su na to zatražili pomoć Sparte.
Ovi sukobi doveli su do Korintskog rata u kojem je Amfisa ratovala na istoj strani s; Atenom, Argosom, Korintom i Tebom. 
Za vrijeme Trećeg svetog rata, 356. pr. Kr. - 346. pr. Kr., Amfižani su bili saveznici Tebanaca, i okupirali su dio zemlje koje je do tada pripadalo svetišu u Delfima.  To je dovelo do toga da su ostali potužili na to i zatražili pomoć makedonskog kralja Filipa II.
Godine 338. pr. Kr. Filip je napao i razorio Amfisu, te raselio dobar dio njezinog stanovništva u prostore oko Delfija, ti događaji znani su kao Četvrti sveti rat. Kasnije te iste godine, nakon vatrenih Demostenovih govora, osnovan je savez protiv Makedonaca kojoj su na čelu bili Atenjani i Tebanci, njoj su se pridružili Amfižani kao i ostali lokranski gradovi.
Amfižani su htjeli obnoviti svoj grad i povratiti mu staru snagu i moć, ali ih je 322. pr. Kr. porazio Aleksandar iz Etolije. 
Kasnije su Amfižani i Etoljani izgladili svoja stara neprijateljstva i animozitete, tako da se 250. pr. Kr. Amfisa pridružila Etolskom savezu. 
Godine 245. pr. Kr. Aratus, vojni strateg Ahejskog saveza, napao je i razorio Amfisu, ali su se ova dva saveza udružila s Rimskim Carstvom i njegovim generalom Titom Kvinkcijem Flaminom protiv Filipa V. Makedonskog i pobijediti ga. Tit je proglasio Amfisu slobodnim gradom, izuzetim od poreznih nameta, sjedištem Lokrije, sa svojom vlastitom upravom i vjerskom vlašću te kovanicama. 
No ubrzo su Etoljani shvatili da Rimljani žele ovladati grčkim gradovima i potražili pomoć od sirijskog kralja Antioha III., zbog toga je poslat rimski general Manije Acilije Glabrio (konzul iz 191. pr. Kr.) koji je najprije pokorio Lamiju te potom nastavio napredovati prema Amfisi. Manije je opkolio Amfisu 190. pr. Kr., Amfižani su bili uvjereni u sigurnost svojih jakih zidina, i branili su grad od brojnih snaga opsjedatelja. Zatim je smjenjen Manije Acilije, odlučnijim Scipionom Azijskim, atenski pregovarači spriječili su daljnju opsadu Amfise, i došlo je do izmirenja dviju strana.
U vremenu od 174. pr. Kr. do 160. pr. Kr., Amfisa je razarana nekoliko puta, za vrijeme borbi između simpatizera Rimljana i grčkih nacionalista u samom gradu.
Tijekom II. st. Amfisa je napredni grad, koji se dobrano raširio izvan gradskih zidina, s nekih 70 000 stanovnika, koliko je po Pauzaniju imao, za vrijeme cara Dioklecijana, Amfisa je izgradila i veliki akvadukt.

### Srednji vijek
Na početku Srednjeg vijeka, Amfisa je razorena nekoliko puta, za prodora barbarskih plemena na prostore Grčke i Istočnog Rimskog Carstva poput Vizigota pod Alarikom I. i Huna. Od 451. godine Amfisa je najvjerojatnije biskupsko sjedište, a 530. godine car Justinijan I. dao je podići zidine oko grada i izgradio obrambene tornjeve na gradskoj utvrdi.
Od sredine 9. st. pojavili su se novi napadači Bugari, koji su u više navrata napadali na Fokiju i opsjedali Amfisu. Najgori takav napad zbio se 996. godine, kada je car Samuilo provalio u grad i razorio ga. Godine 1059. Skitska plemena opsjedala su i provalila u Amfisu, primoravši stanovnike da se kriju po okolnim pećinama da prežive masakriranje. 1147. godine Normani su provalili u Krizijsku kotlinu, ali su ostavili grad netaknut.
Nakon 1205. godine i četvrtog križarskog rata i uspostave Latinskog Carstva, Bonifacije I., markgrof od montferratski i kralj Soluna zavladao je središnjom Grčkom. U to vrijeme sagrađen je moćni Zamak (utvrda), na brdu iznad grada, na mjestu antičke akropole, tada je promijenjeno ime grada u Salona.
Godine 1311. katalonski vitezovi osvojili su i zavladali središnjom Grčkom za više od osamnaest godina.

### Za vrijeme osmanske vlasti
Salonu su zauzeli Turci 1394. godine. 1580. veliki razorni potres porušio je nekoliko gradova u Fokiji između ostalih i Salonu. Nakon razdoblja mletačke vladavine od 1687. do 1697. godine Salona podpada ponovno pod Turke. Rijetki strani putnici opisuju tadašnju Salonu kao grad od 6 000 žitelja, s gotovo nikakvim tragovima svoje slavne prošlosti. U to vrijeme vladala je zbrka, pa su je miješali s antičkim svetištem Delfi.
U 18. st. Salona je postala središte aktivnosti za pripremu ustanka protiv osmanske vlasti u središnjoj Grčkoj zbog svog dobrog položaja između dviju velikih planina; Giona i Parnas, kao i zbog tradicije hajdukovanja (grčki: klepti) po njima.
Za vrijeme Grčkog rata za neovisnost, Salona je bio prvi grad u središnjoj Grčkoj koji se digao na ustanak pod vodstvom Dimitriosa Panorgiasa, Gianisa Diovoniotisa, Ianisa Gurasa i episkopa Isaije, koji su bili u dosluhu s Atanasiosom Diakosom, Janisom Makrijanisom i ostalim vođama ustanka iz Fokije. 27. ožujka 1821., Panorgias je sa svojom četom napao grad, koji se predao 10. travnja, tad su se predali posljednji turski branitelji salonitanske tvrđave.

## Kultura i gradske znamenitost
Dobar dio gradskih znamenitosti rezultat je privatnih ostavština i zaklada poput onih od obitelji; Markidisa, Giagtzisa i Stallosa. Od znamenitosti se ističe Salonitanska utvrda, znana i kao Utvrda Oria (u davnoj povijesti na tom mjestu je bila gradska akropola), arheološki muzej Amfise, Katedrala Uzačašća, s freskama Spirosa Papaloukasa.

## Kretanje broja stanovnika Amfise posljednjih desetljeća
| Godina | Stanovništvo | Promjena | Stanovništvo općine | Promjena |
| 1981.  | 7.156        | -        | -                   | -        |
| 1991.  | 7.189        | +0,005%  | 9.469               | -        |
| 2001.  | 6.946        | -0,3%    | 9.248               | -0,02%   |

## Vanjske poveznice
- Službene starnice (grč.)
- Službene starnice Prefekture Fokije (grč.) (engl.)